# Вороновцы (Хмельницкая область)
Вороновцы (укр. Воронівці) — село в Теофипольском районе Хмельницкой области Украины.
Село расположено на левом каменистом берегу реки Жердь. Возле села расположен ландшафтный заказник местного значения Жердянские каньоны.
Население по переписи 2001 года составляло 570 человек. Почтовый индекс — 30631. Телефонный код — 3844. Занимает площадь 1,746 км². Код КОАТУУ — 6824781301.

## Местный совет
30631, Хмельницкая обл., Теофипольский р-н, с. Вороновцы